# Выборы мэра Красноярска (2012)
Досрочные выборы Главы города Красноярска состоялись 10 июня 2012 года.

## Предыстория
12 декабря 2011 года Пётр Пимашков, занимавший пост Главы города Красноярска с 1996 года, ушёл в отставку в связи с избранием в Государственную думу в составе списка Единой России. 16 марта 2012 года городской Совета депутатов назначил выборы Главы города Красноярска на 10 июня.

## Кандидаты
| Кандидат                | Год рождения | Место работы и должность (на момент выдвижения)                                                                              | Субъект выдвижения  |
| ----------------------- | ------------ | --- | ------------------- |
| Эдхам Акбулатов         | 1960         | администрация города Красноярска, первый заместитель Главы города Красноярска                                                | Единая Россия       |
| Максим Иваныч           | 1980         | Некоммерческое партнерство Красноярская межрайонная коллегия адвокатов, помощник адвоката                                    | Самовыдвижение      |
| Нина Коврова            | 1965         | Временно не работающая | Самовыдвижение      |
| Александр Коропачинский | 1956         | ООО «Новый Город», генеральный директор                                                                                      | Справедливая Россия |
| Алексей Мещеряков       | 1961         | Красноярское региональное отделение «Союз писателей России», Председатель правления                                          | Самовыдвижение      |
| Михаил Осколков         | 1975         | Автономная некоммерческая организация информационно-консультационной поддержки граждан «Центр гражданских практик», директор | КПРФ                |
| Алексей Подкорытов      | 1963         | КГБУЗ «Красноярский краевой госпиталь для ветеранов войн», начальник                                                         | Самовыдвижение      |

## Хроника
15 мая зарегистрированный кандидат Владислав Королёв снял свою кандидатуру и призвал своих сторонников голосовать за Константина Сенченко.
25 мая пленум Красноярского городского отделения КПРФ отозвал кандидатуру Михаила Осколкова с выборов главы города Красноярска. Основанием для этого решения стали нарушения договоренности о тактике ведения избирательной кампании, некорректные высказывания в адрес руководства краевого комитета КПРФ, а также контакты Осколкова с политическими оппонентами. Сам Осколков обвинил руководство отделения КПРФ в получении от Коропачинского миллиона долларов за снятие его кандидатуры. 7 июня 2012 года суд Центрального района Красноярска признал решение КПРФ снять Осколкова с выборов мэра незаконным.
24 мая Михаил Прохоров предложил кандидатам провести праймериз для определения единого кандидата от оппозиции. Его предложение приняли четыре кандидата: Александр Коропачинский, Наталья Подоляк, Константин Сенченко и Сергей Толмачёв. Праймериз прошли с 1 по 3 июня. Победил Александр Коропачинский. Остальные участники праймериз сняли свои кандидатуры.
Результаты праймериз:
| Кандидат                | Подано голосов | Доля голосов |
| ----------------------- | -------------- | ------------ |
| Александр Коропачинский | 11627          | 36,8 %       |
| Константин Сенченко     | 7643           | 24,2 %       |
| Сергей Толмачев         | 7523           | 23,8 %       |
| Наталия Подоляк         | 4781           | 15,1 %       |

## Результаты
Окончательные итоги голосования:
| Партия | Кандидат                         | Подано голосов | Доля голосов % |
| ------ | -------------------------------- | -------------- | -------------- |
| ЕР     | Акбулатов Эдхам Шукриевич        | 106 346        | 69,47 %        |
| —      | Подкорытов Алексей Викторович    | 18 435         | 12,03 %        |
| СР     | Коропачинский Александр Игоревич | 17 369         | 11,33 %        |
| КПРФ   | Осколков Михаил Анатольевич      | 6 519          | 4,25 %         |
| —      | Мещеряков Алексей Николаевич     | 954            | 0,62 %         |
| —      | Коврова Нина Борисовна           | 883            | 0,58 %         |
| —      | Иваныч Максим Сергеевич          | 694            | 0,45 %         |
|        | Недействительных бюллетеней      | 2 098          | 1,37 %         |